# Tokaj
Tokaj [ˈtokɒj] ⓘ (deutsch Tokey) ist eine alte Stadt an der Theiß im Nordosten Ungarns im Komitat Borsod-Abaúj-Zemplén, 53 Kilometer vom Komitatssitz Miskolc entfernt. Die Stadt ist Zentrum des ungarischen Teils des Tokajer Weingebietes, in dem der berühmte Tokajer angebaut wird.

## Geschichte
Die in Tokaj heute als Burg von Rákóczi genannte Festungsanlage wurde zuerst vom Notar von König Béla III. (1172–1196) als „Hymesudoar“ bzw. Hímesudvar (Hof von Hímes) beschrieben. Dieser Notar war zugleich der namentlich nicht bekannte Verfasser der Gesta Hungarorum.
Die Stadt wurde 1353 zum ersten Mal erwähnt. Spätestens im 14. Jahrhundert entstand hier eine Burg aus Stein, die zum Herrengut Diósgyőr gehörte.
Nach 1450 war Tokaj Eigentum der Familie Hunyadi, so dass mit dem Thronantritt Matthias Corvinus’ die Stadt königliches Eigentum wurde. 1705 ordnete Franz II. Rákóczi den Abriss der Burg an.
Im 20. Jahrhundert verlor die Stadt an Bedeutung und den Status einer Stadt. Ihre Rolle im Weinhandel wurde von der Stadt Sátoraljaújhely übernommen. Erst 1986 wurde die Gemeinde wieder zu einer Stadt erklärt.

## Charakteristik
Die Stadt gilt als das Zentrum des ungarischen Tokajer Weingebiets und stellt eine Touristenattraktion dar. Trotz der geringen Einwohnerzahl ist sie ein wichtiger Verkehrsknotenpunkt, zwei große Brücken führen über die Theiß, die Eisenbahnbrücke und die Verkehrsbrücke (Brücke der Königin Elisabeth). Die Siedlung besteht aus zwei Teilen: Die Altstadt liegt am Bodrog (sie wird „die Stadt“ genannt), „Klein Tokaj“ ist etwas größer als die Altstadt und liegt an der Theiß. Tokaj kann als Schulstadt bezeichnet werden, da es neben einer Grundschule drei Mittelschulen gibt: das Tokaji-Ferenc-Gymnasium (Fachmittelschule für Pädagogik, Umweltschutz und Umweltwirtschaft), die Mittelschule für Handel und Fremdenverkehr und die Berufsschule für Landwirtschaft.

## Sehenswürdigkeiten
Auf dem Hauptplatz befindet sich eine 1912 erbaute römisch-katholische Kirche mit einem Glockenspiel. In der Mitte des Hauptplatzes steht die Statue von István I. dem Heiligen, die zur Erinnerung an das ungarische Millennium errichtet wurde. Direkt am Hauptplatz befindet sich auch das Tokajer Museum, das eine griechische Händlerfamilie im 17. Jahrhundert erbauen ließ. Die Tokajer Galerie ist in der alten griechisch-orthodoxen Kirche angesiedelt, hier werden verschiedene Kulturprogramme (Konzerte, Ausstellungen) veranstaltet. Die griechisch-katholische Kirche, die älteste Kirche in Tokaj, ist mit einer sehenswerten Ikonostase ausgestattet. Das Gebäude des Gymnasiums wurde 1996 errichtet und ist architektonisch der historischen Tokajer Burg nachempfunden. Der Rákóczi-Weinkeller, der größte in Tokaj-Hegyalja, hat eine Gesamtlänge von 1,5 km, 20.000 Hektoliter Wein können hier gelagert werden. Vor diesem Weinkeller befindet sich die Statue des Bacchus, die die Stadt von der Partnerstadt Oestrich-Winkel erhalten hat. In der Nähe von Tokaj steht ein Sendeturm des ungarischen Rundfunks, der als einer der wenigen Sendetürme als Hybridturm ausgeführt ist.

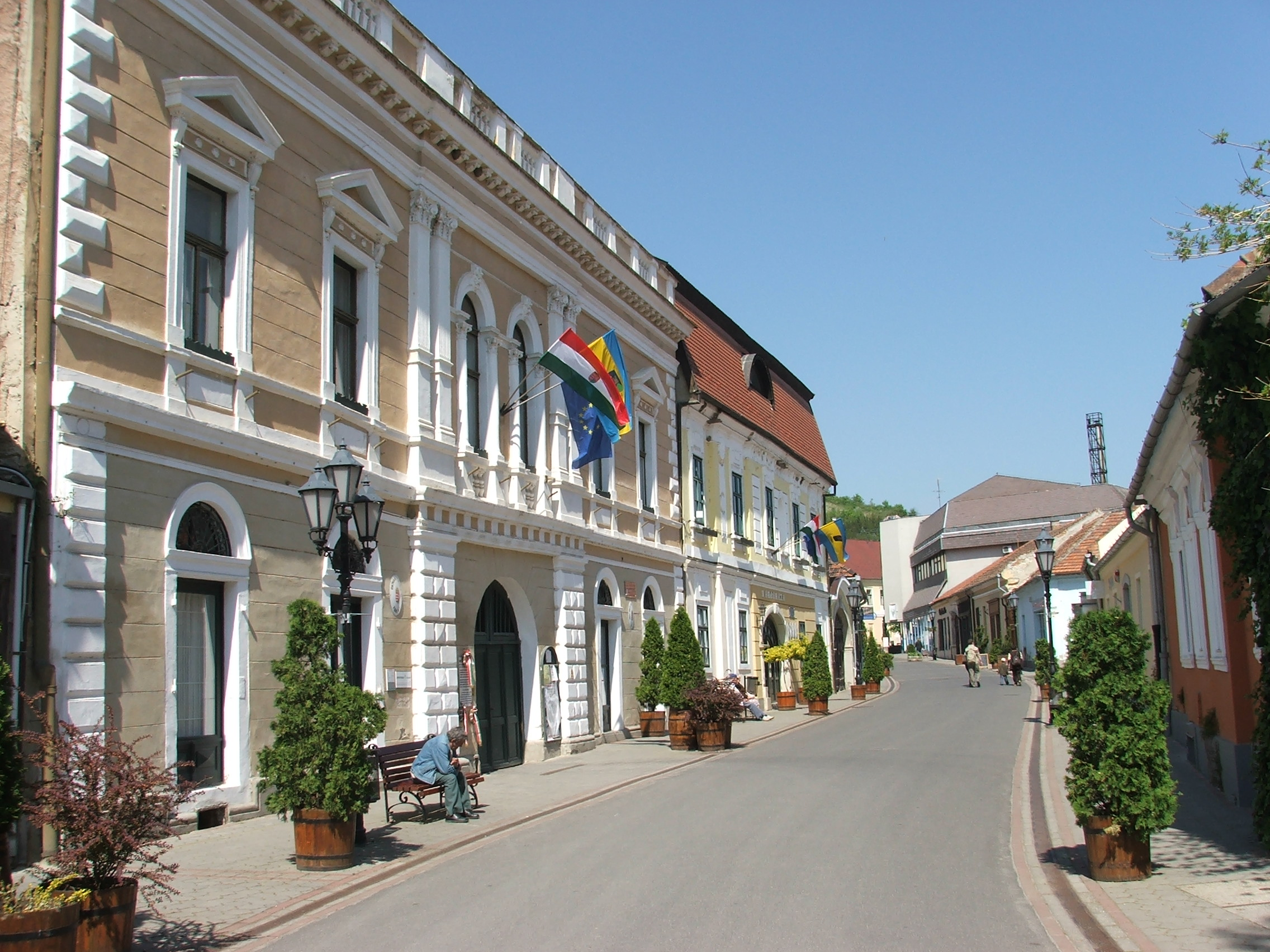
Rathaus in der Tokajer Altstadt
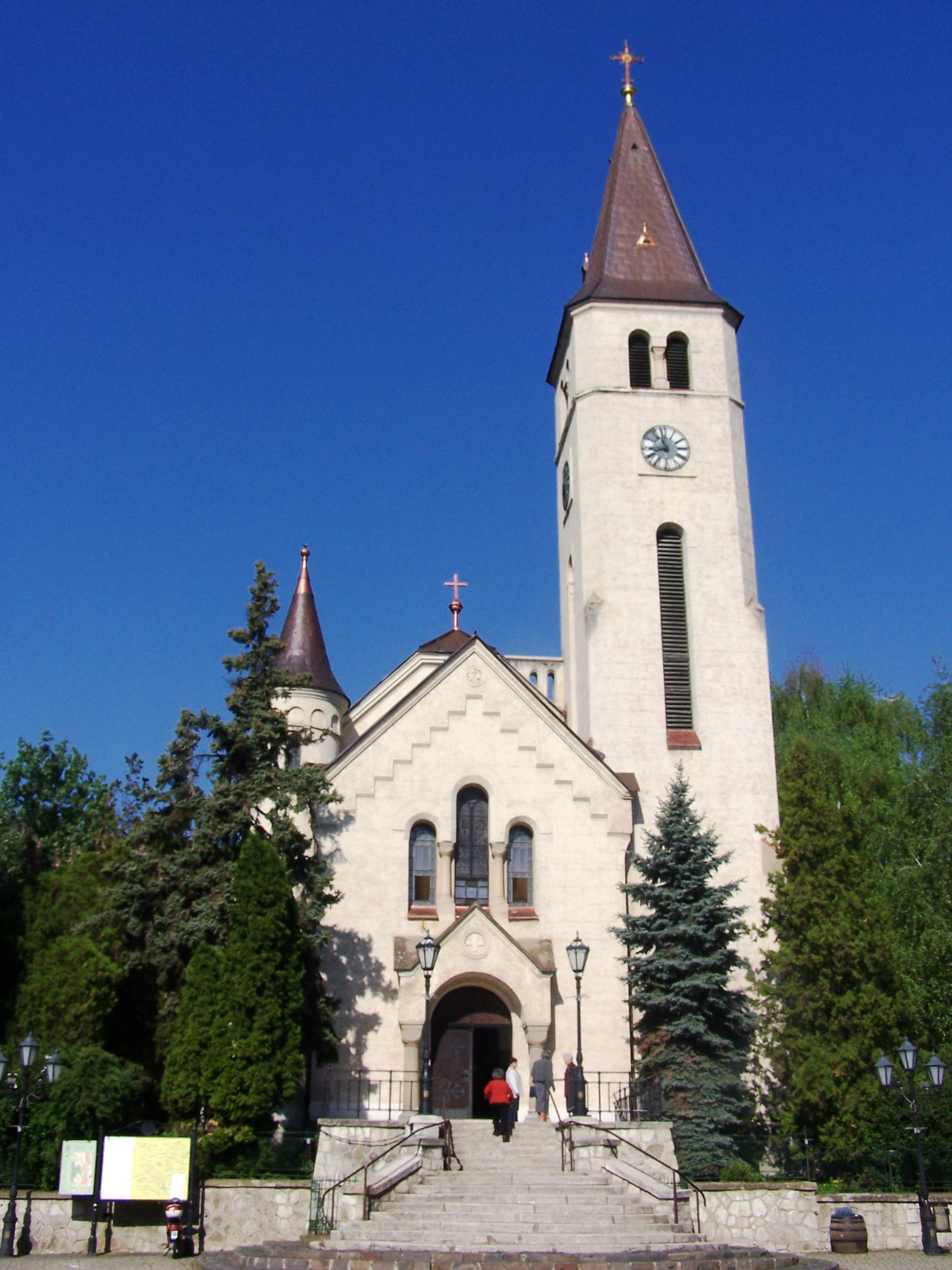
Katholische Kirche
Denkmal des ersten ungarischen Königs Stephan (István)
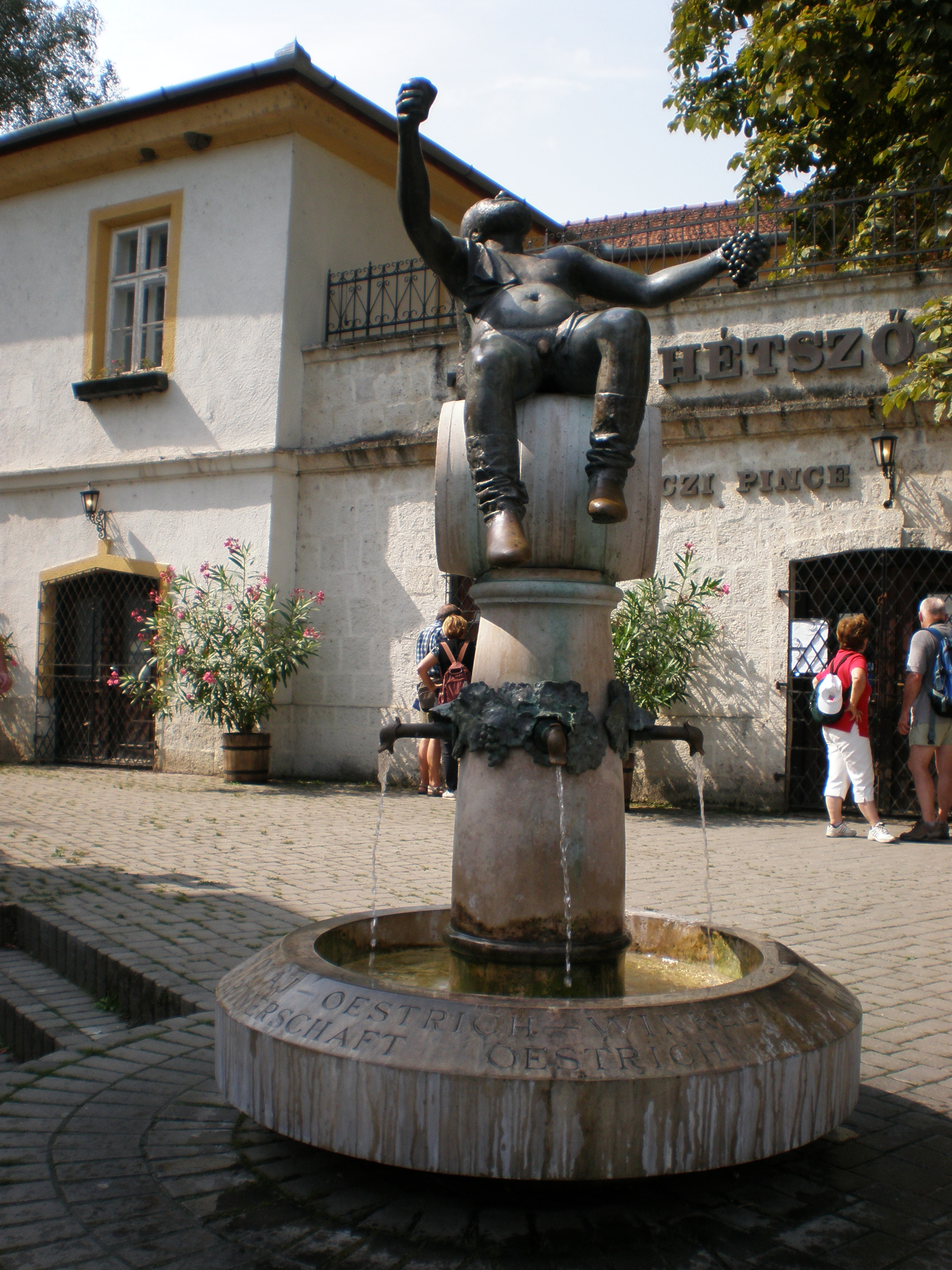
Bacchus-Brunnen
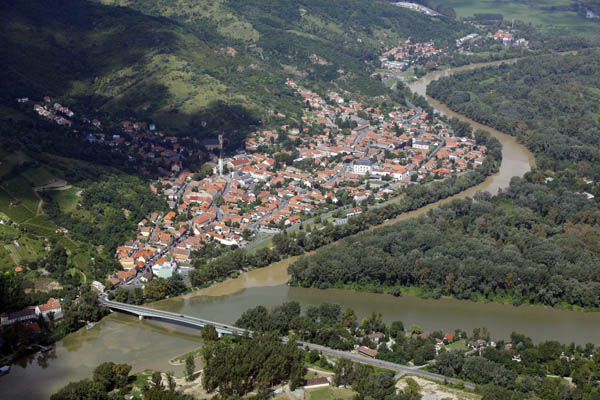
Luftaufnahme

## Tokajer Rebsorten

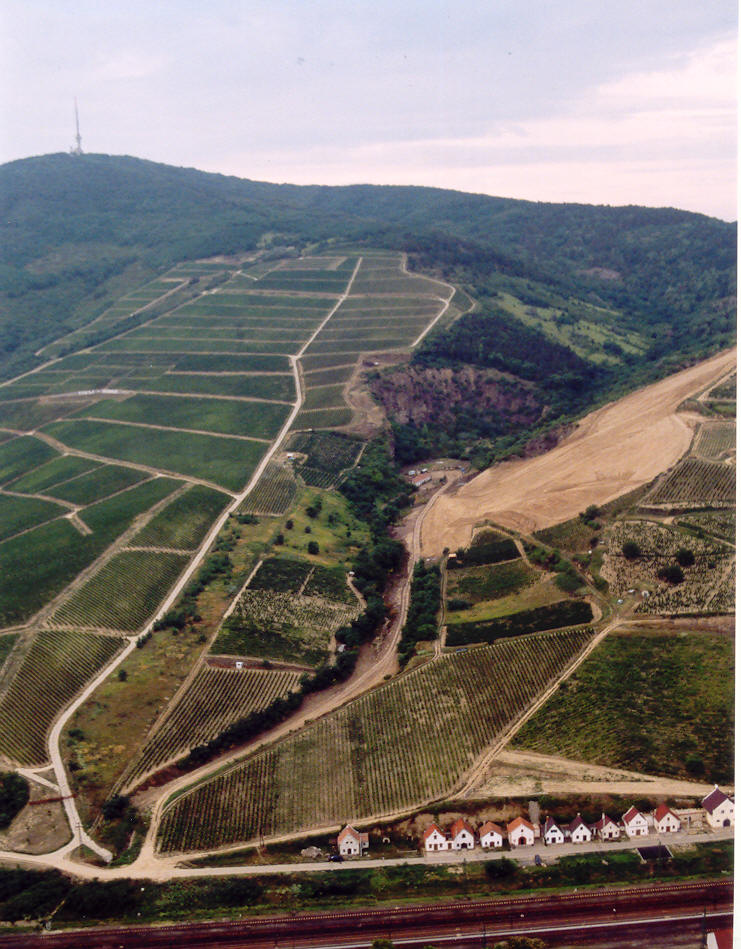
Weinbau bei Tokaj

In der Weingegend Tokaj–Hegyalja werden drei Rebsorten angebaut: Furmint, Gelber Muskateller (sárgamuskotály) und Lindenblättriger (hárslevelű). Aus diesen Rebsorten werden die verschiedenen süßen, halbsüßen, trockenen und halbtrockenen Weine produziert. Das Weinlesefest, die Festwoche, der festliche Umzug und die dazugehörenden kulturellen Programme, die jedes Jahr im Oktober veranstaltet werden, sowie das Weinfest im August ziehen viele Besucher und Touristen an.

## Städtepartnerschaften
- Binjamina-Givʿat Ada, Israel
- Dej, Rumänien
- Cormòns, Italien
- Oestrich-Winkel, Deutschland
- Rust, Österreich

## Persönlichkeiten
- Zoltán Eötvös (1891–1936), Eisschnellläufer
- Henry Fuchs (* 1948), ungarisch-US-amerikanischer Informatiker, Hochschullehrer